# Gräsmarks kyrka
Gräsmarks kyrka är en kyrkobyggnad i Uddheden i Karlstads stift. Den är församlingskyrka i Gräsmarks församling.

## Kyrkobyggnaden
Några hemman i Gräsmark fick 1661 tillstånd att uppföra en kyrka i Uddheden. Gudstjänster skulle firas i kyrkan högst tio gånger om året, och övriga söndagar skulle Gräsmarksborna gå i kyrkan i Sunne moderförsamling. Kyrkan, ibland kallad Uddhedens kapell, invigdes på juldagen 1663 av Petrus Magni Gyllenius, sedermera lektor i Karlstads skola.
Omkring 1730 beslöts om att uppföra en ny och större kyrka då den gamla träkyrkan hade blivit för liten och hade förfallit. Den nya stenkyrkan byggdes under kyrkobyggmästaren Christian Hallers ledning i sen barockstil, och togs i bruk Mickelsmässodagen 1738. Klocktornet stod klart 1739, men det dröjde ända till 1762 innan sakristian blev färdig. 
Takmålningarna är från 1770 och gjorda av kyrkomålaren Erik Jonæus. De föreställer Yttersta domen och återger bland annat Guds tron, himlarna och ärkeänglarna samt helvetet. Med undantag för "helveteshörnet", som är placerat över orgelläktaren, målades dock taket över med vit färg efter beslut av kyrkostämman 1874. Det var först 1924 som målningarna restaurerades av konstnären Tor Hörlin. Jonaeus tid och arbete i socknen har beskrivits i hembygdsspelet Himmelrikets målare.
Kyrkans vitkalkade exteriör har en ovanlig tegelrödsfärgad murstensdekor, ditmålad 1975 men med original från 1770-talet. Byggmästaren Haller har använt liknande dekorationer även vid andra värmländska kyrkobyggen, men idag är färgsättningen unik för stiftet.

## Inventarier
Kyrkan har en altartavla från 1753 av Isak Schullström. Ett altarskåp från 1500-talet som tillhört församlingen, enligt obelagda uppgifter medfört från Finland av invandrare, ägs nu av Statens historiska museum. Träsnidaren Jordanov har utfört en kopia som sedan 1981 finns i kyrkan.

### Orgel
- En första orgel installerades 1858 av P C Sjöholm och den hade 7 stämmor.
- 1927 byggde Gebrüder Rieger i Österrike en orgel med 22 stämmor. Den flyttades senare till Sunne Missionskyrka.
- Den nuvarande piporgeln byggdes 1948 av den danska orgelbyggarfirman Marcussen & Søn. Den har fasta och fria kombinationer. Orgeln har mekanisk traktur och pneumatisk registratur.

| Huvudverk I    | Svällverk II      | Pedal        | Koppel |
| Quintadena 16’ | Gedakt 8’         | Subbas 16’   | I/P    |
| Principal 8’   | Spetsgamba 8’     | Principal 8’ | II/P   |
| Rörflöjt 8’    | Principal 4’      | Gedakt 8'    | II/I   |
| Oktava 4’      | Quintadena 4’     | Koralbas 4'  |        |
| Gedaktflöjt 4’ | Gemshorn 2'       | Nachthorn 2' |        |
| Quinta 2 2⁄3’  | Nasat 1 1⁄3'      | Fagott 16'   |        |
| Oktava 2'      | Sivflöjt 1'       |              |        |
| Mixtur 4 ch    | Sesquialtera 2 ch |              |        |
| Trumpet 8'     | Scharff 3 ch      |              |        |
|                | Krumhorn 8'       |              |        |
|                | Tremolo           |              |        |

## Bildgalleri

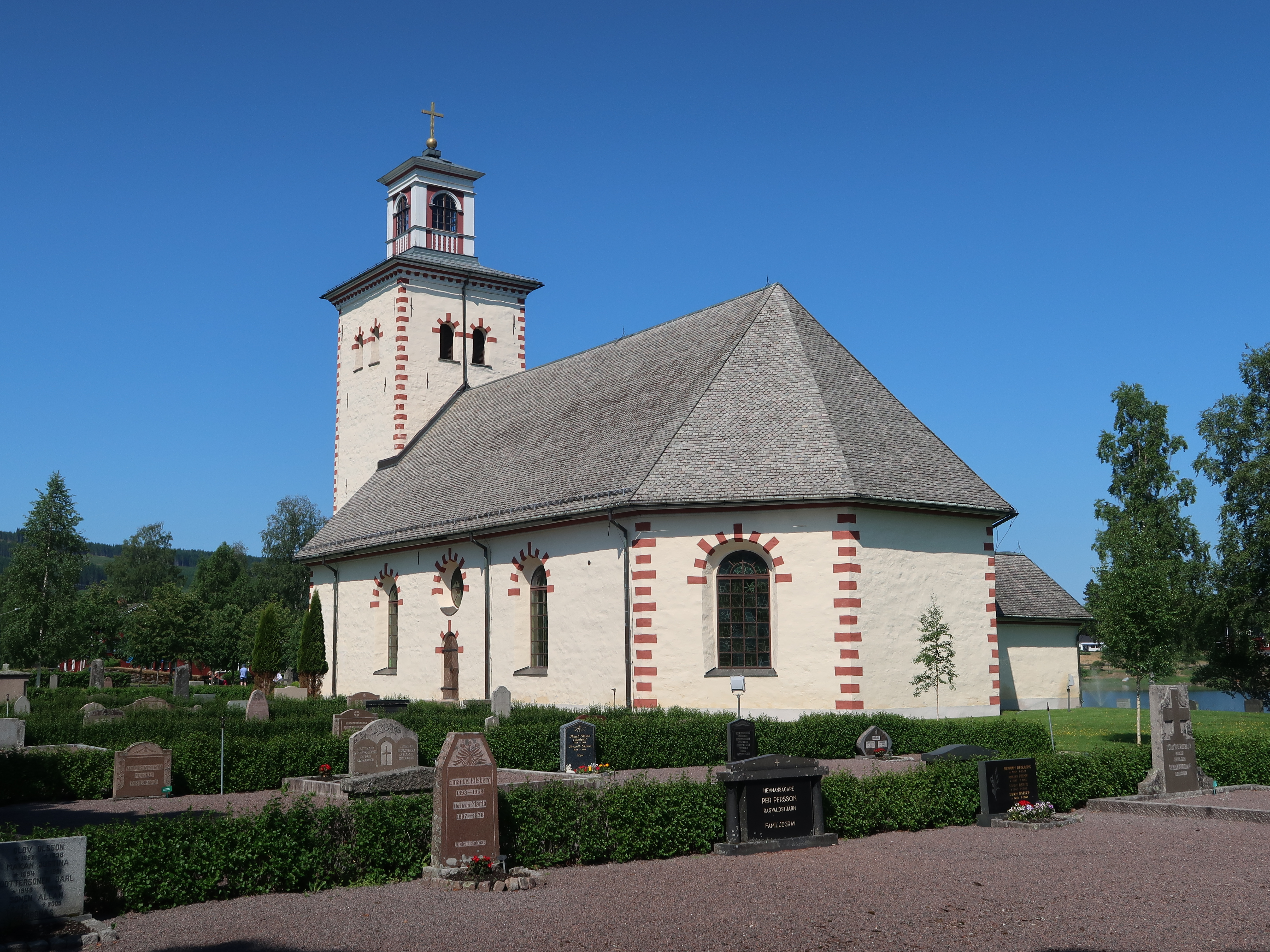
Kyrkan från sjösidan.
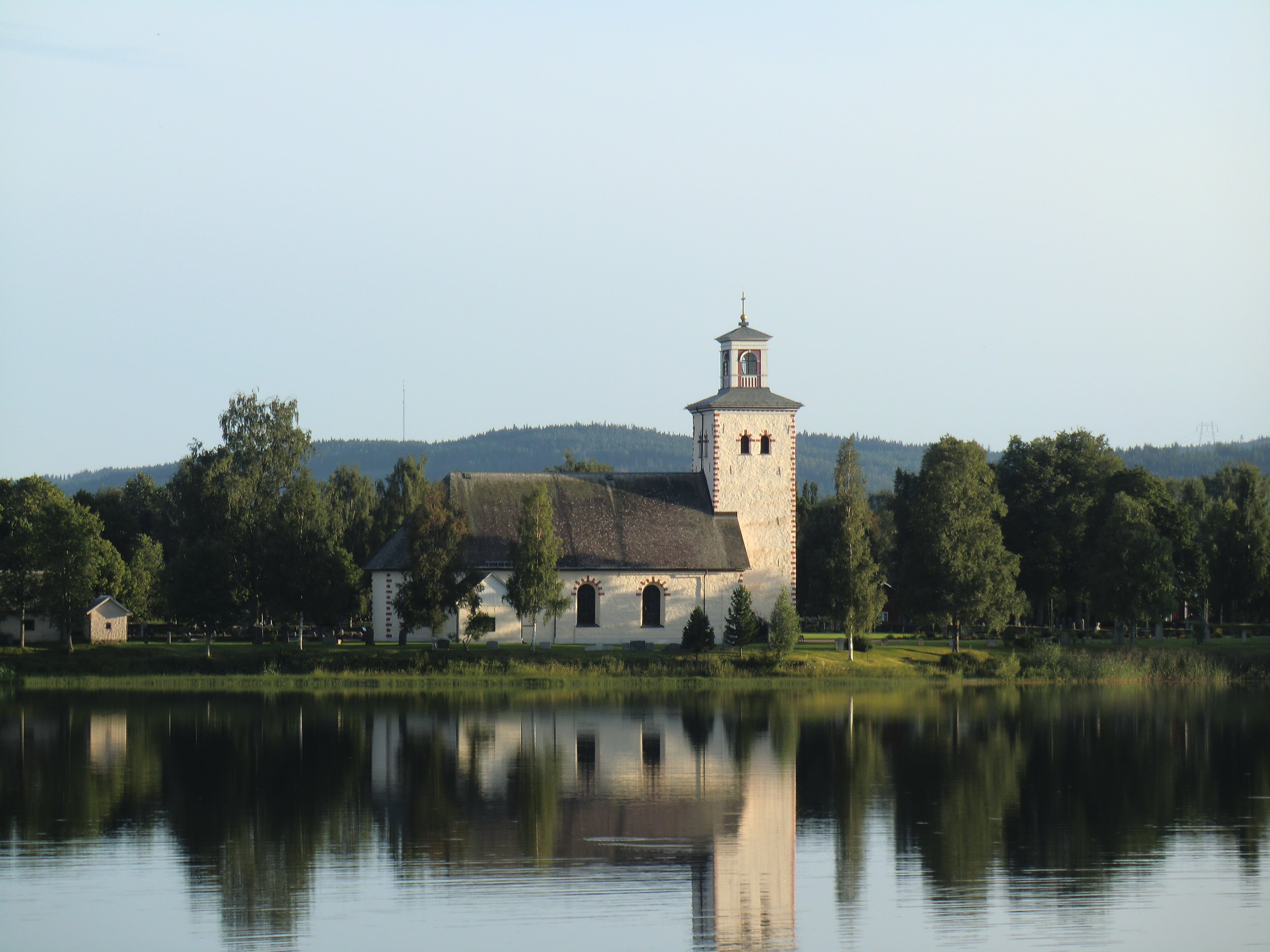
Gräsmarks kyrka och sjön Udden.
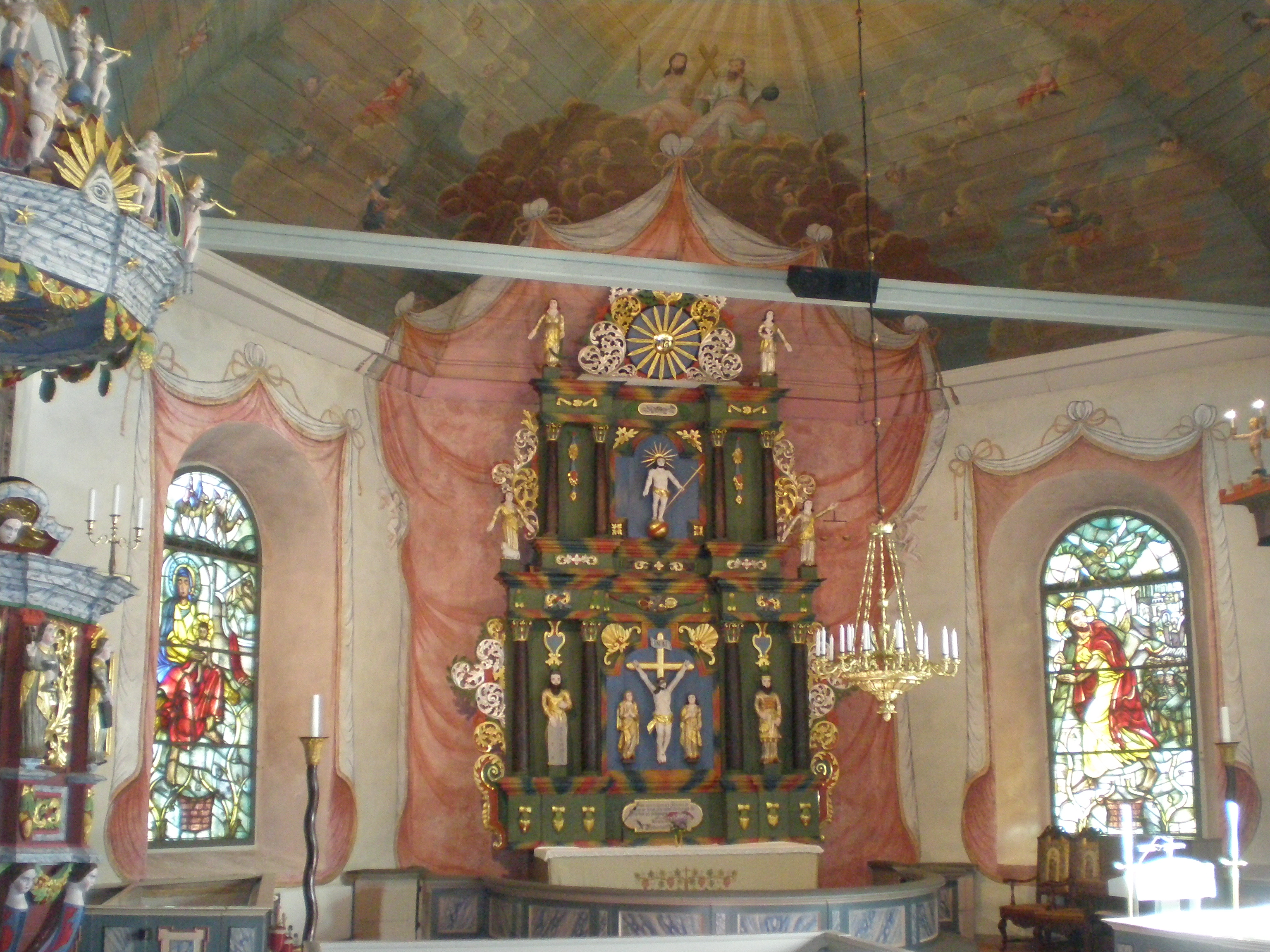
Koret med Schullströms altaruppsats. Till vänster skymtar predikstolen.
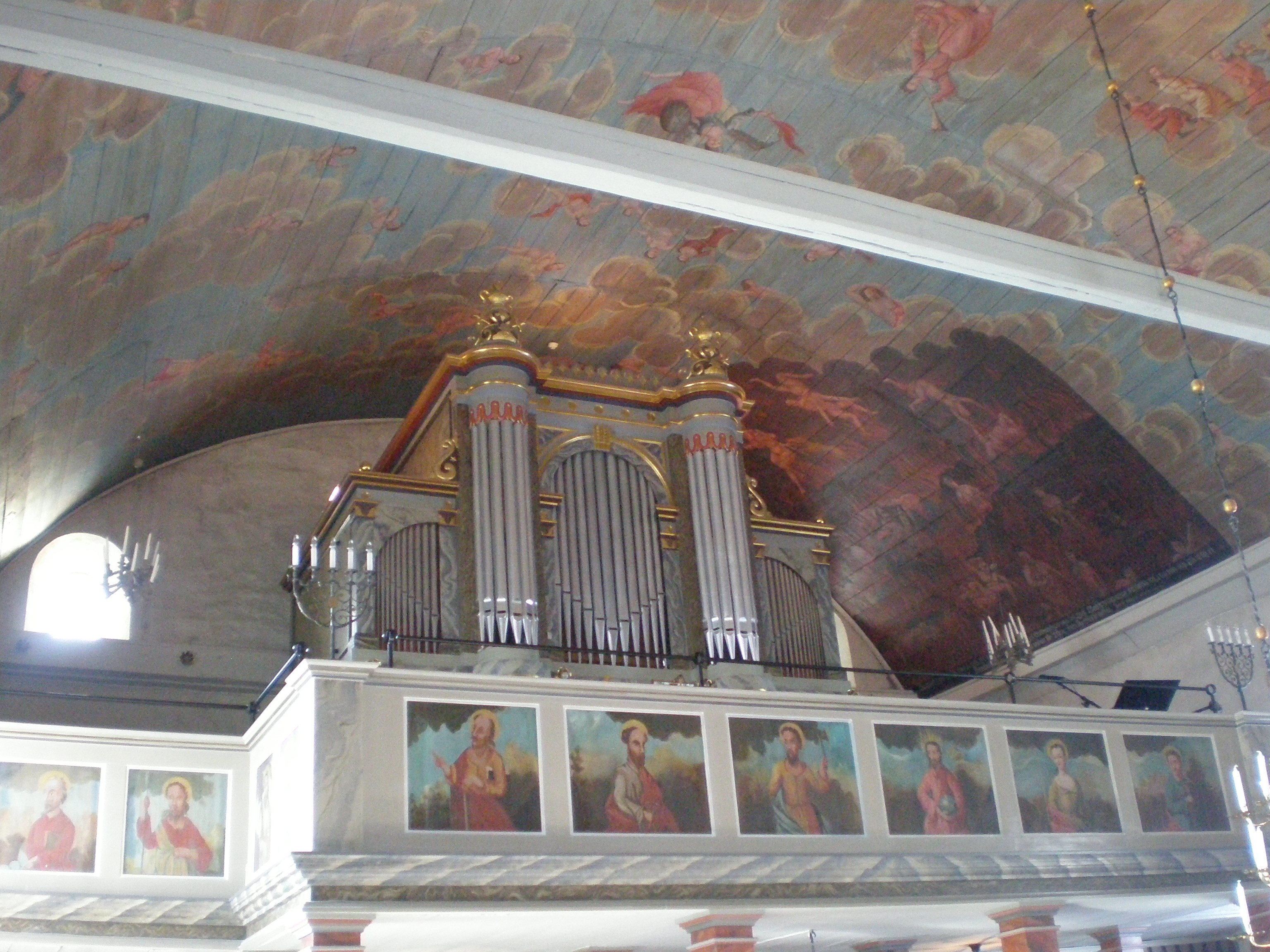
Orgeln med helvetet målat i hörnet av taket
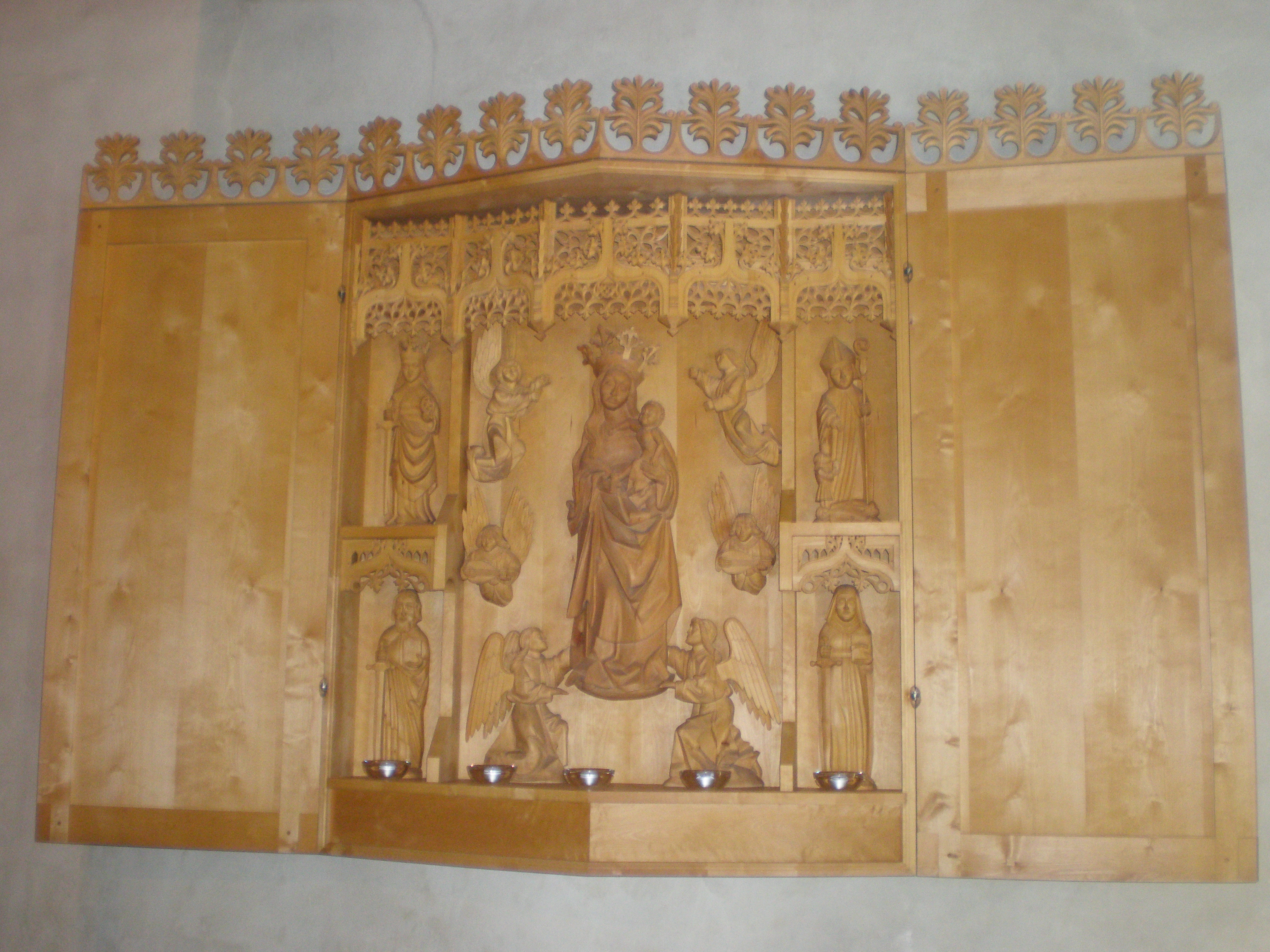
Kopia av det gamla altarskåpet. Originalet finns på Statens Historiska Museum